# Raad van de Duitstalige Gemeenschap (samenstelling 1999-2004)
Dit is de samenstelling van de Raad van de Duitstalige Gemeenschap voor de legislatuurperiode 1999-2004.
De Raad van de Duitstalige Gemeenschap telt 25 rechtstreeks gekozen leden. Bovendien zijn er ook leden met raadgevende stem: zij mogen vergaderingen bijwonen, maar mogen niet deelnemen aan stemmingen of initiatieven nemen. Dit is een onbepaald aantal en kan dus per legislatuur variëren. Deze leden met raadgevende stem zijn de Duitstalige provincieraadsleden van de provincie Luik en Duitstalige leden van de Kamer, de Senaat, het Waals Parlement en het Europees Parlement.
Deze legislatuur volgde uit de Duitstalige Gemeenschapsraadverkiezingen van 13 juni 1999 en ging van start op 6 juli 1999. De legislatuur liep ten einde op 1 juni 2004.
Tijdens deze legislatuur was de regering-Lambertz I in functie, die steunde op een meerderheid van SP, PFF en Ecolo. De oppositiepartijen zijn dus CSP en PJU-PDB.

## Samenstelling
| Fractie | Fractie | Zetels |
| ------- | ------- | ------ |
|         | CSP     | 9      |
|         | PFF     | 6      |
|         | SP      | 4      |
|         | PJU-PDB | 3      |
|         | Ecolo   | 3      |

## Lijst van de parlementsleden
| Volksvertegenwoordiger   | Partij  | Opmerkingen |
| ------------------------ | ------- | --- |
| Albert Gehlen            | CSP     | Voorzitter van de CSP-fractie. |
| Hubert Chantraine        | CSP     | Secretaris. |
| Monika Heinen-Knaus      | CSP     | Vervangt vanaf 6 juli 1999 Mathieu Grosch, die verkiest om in het Europees Parlement te zetelen. |
| Marie-Louise Hilligsmann | CSP     | Secretaris. |
| Joseph Maraite           | CSP     | Ondervoorzitter. |
| Patrick Meyer            | CSP     | Van 19 september 2000 tot 18 september 2001 en van 17 september 2002 tot 16 september 2003 voorzitter van de commissie Gezondheid en Sociale Zaken. |
| Manfred Schunck          | CSP     | Tot 21 september 1999 voorzitter van de commissie Cultuur. |
| Wilfred Schröder         | CSP     | Secretaris en vanaf 21 september 1999 voorzitter van de commissie Cultuur. |
| Gabriele Thiemann-Heinen | CSP     | |
| Ferdel Schröder          | PFF     | Vervangt vanaf 6 juli 1999 Bernd Gentges, die minister in de Duitstalige Gemeenschapsregering wordt. Gentges was ondervoorzitter tot 6 juli 1999. Ferdel Schröder is vanaf 6 juli 1999 voorzitter van de PFF-fractie en ondervoorzitter.                    |
| Berni Collas             | PFF     | |
| Alfred Evers             | PFF     | Parlementsvoorzitter en voorzitter van de commissie Algemene Politiek, Petities, Financiën en Samenwerking. |
| Hans-Dieter Laschet      | PFF     | |
| Karin Meskens-Keller     | PFF     | Secretaris. |
| Ernst Thommessen         | PFF     | |
| Charles Servaty          | SP      | Secretaris en voorzitter van de SP-fractie. Van 19 september 2000 tot 18 september 2001 en van 17 september 2002 tot 16 september 2003 voorzitter van de commissie Onderwijs en Opleiding.                                                                  |
| Marcel Strougmayer       | SP      | Vervangt vanaf 24 juni 2002 Edmund Stoffels, die voltijds lid van het Waals Parlement wordt. Stoffels zelf verving van 20 november 2000 tot 23 juni 2002 Joseph Barth, die provincieraadslid van Luik werd. Barth was ondervoorzitter tot 20 november 2000. |
| Resi Stoffels            | SP      | Vervangt vanaf 6 juni 1999 Karl-Heinz Lambertz, die minister in de Duitstalige Gemeenschapsregering wordt. Stoffels was ondervoorzitter vanaf 20 november 2000.                                                                                             |
| Louis Siquet             | SP      | |
| Lambert Jaegers          | Ecolo   | Ondervoorzitter en voorzitter van de Ecolo-fractie. Voorzitter van de commissie Gezondheid en Sociale Zaken tot 19 september 2000, van 18 september 2001 tot 17 september 2002 en vanaf 16 september 2003.                                                  |
| Christa Benker-Schaus    | Ecolo   | |
| Andrea Meessen           | Ecolo   | |
| Gerhard Palm             | PJU-PDB | Voorzitter van de PJU-PDB-fractie. Voorzitter van de commissie Onderwijs en Opleiding tot 19 september 2000, van 18 september 2001 tot 17 september 2002 en vanaf 16 september 2003.                                                                        |
| Oliver Paasch            | PJU-PDB | |
| Dorothea Schwall-Peters  | PJU-PDB | Ondervoorzitter. |

## Leden met raadgevende stem
| Naam                   | Partij | Opmerkingen |
| ---------------------- | ------ | --- |
| Johann Haas            | CSP    | Provincieraadslid van Luik. |
| Jean-Robert Collas     | PFF    | Provincieraadslid van Luik. |
| Heinz Keul             | PFF    | Provincieraadslid van Luik. Vervangt vanaf 13 oktober 2000 Dieter Pankert (PJU-PDB). |
| Joseph Barth           | SP     | Provincieraadslid van Luik. Vervangt vanaf 20 november 2000 Freddy Mockel (Ecolo). Eerder was Barth van 6 juli 1999 tot 19 november 2000 rechtstreeks gekozen lid van het Parlement van de Duitstalige Gemeenschap. |
| Arthur Spoden          | CSP    | Provincieraadslid van Luik. Zetelt vanaf 12 februari 2001. |
| Irene Reinertz-Maraite | CSP    | Provincieraadslid van Luik. Zetelt vanaf 22 november 2001. |
| Mathieu Grosch         | CSP    | Lid van het Europees Parlement. |
| Edmund Stoffels        | SP     | Lid van het Waals Parlement. Zetelde van 20 november 2000 tot 23 juni 2002 als rechtstreeks gekozen lid. |
| Elmar Keutgen          | CSP    | Lid van het Waals Parlement. |